# Herms Niel
Herms Niel, eigentlich Ferdinand Friedrich Hermann Nielebock, (* 17. April 1888 in Nielebock bei Genthin; † 16. Juli 1954 in Lingen (Ems)) galt in der NS-Zeit als der bedeutendste Marschliederkomponist des Dritten Reiches.

## Leben
Niel beendete die Schule 1902 und absolvierte eine Lehre beim Genthiner Stadtkapellmeister Adolf Büchner.
Er trat danach im Oktober 1906 in das 1. Garde-Regiment zu Fuß in Potsdam als Posaunist ein. Im Ersten Weltkrieg war er Leiter des Musikkorps des Infanterie-Regiments Nr. 423. Nach Kriegsende 1918 schied er aus der Armee aus und war bis 1927 als Steuerbeamter tätig. Niel war Mitbegründer des 1927 in Potsdam gebildeten Ritterschaftsorchesters; dort wirkte er als Komponist und Texter.
Nach der Machtergreifung des NS-Regimes trat er zum 1. Mai 1933 der NSDAP bei (Mitgliedsnummer 2.171.788). Während der Zeit des Nationalsozialismus war er Hauptmusikzugführer beim Reichsarbeitsdienst und leitete den in der Feldmeisterschule in Golm stationierten Reichsmusikzug des Reichsarbeitsdienstes mit dem Rang eines Oberstfeldmeisters, der dem Rang eines Hauptmanns entsprach. Auf den Reichsparteitagen der NSDAP in Nürnberg dirigierte Niel alle Reichsarbeitsdienst-Musikzüge. Niels Marschlieder, die weitgehend der NS-Propaganda dienten, wurden ausgiebig vom NS-Regime verbreitet und erlangten während des Zweiten Weltkrieges in der Öffentlichkeit Popularität. Am 20. April 1941 ernannte ihn Adolf Hitler trotz Titelsperre zum Professor.
Eine Filmaufnahme eines Auftrittes auf dem Pariser Opernplatz von 1943 hat sich erhalten.
In der Nachkriegszeit lebte Niel in Lingen (Ems), wo er 1954 starb.

## Kompositionen (Auswahl)
- Adlerlied
- Annemariechen – Annemarie
- Antje, mein blondes Kind
- Das Engellandlied (1939, Text: Hermann Löns)[6]
- Die ganze Kompanie
- Es blitzen die stählernen Schwingen
- Erika (Auf der Heide blüht ein kleines Blümelein), 1938 erstmals veröffentlicht[7]
- Es geht ums Vaterland
- Es ist so schön, Soldat zu sein, Rosemarie
- Edelweiß-Marsch
- Fallschirmjägerlied
- Fliegerkuss
- Frankreich-Lied (1940, Text: Heinrich Anacker)[8]
- Frühmorgens singt die Amsel
- Gerda – Ursula – Marie
- Hannelore Marschlied
- Heut’ sind wir wieder unter uns
- Heut’ stechen wir ins blaue Meer
- Heute muß ich scheiden
- Im Rosengarten von Sanssouci (Reminiscenz)
- Im Osten pfeift der Wind
- In der Heimat steh’n auf Posten
- Jawoll, das stimmt, jawoll
- Kamerad, wir marschieren gen Westen
- Liebchen adé (Annemarie-Polka, 1934)
- Liebling, wenn ich traurig bin…
- Marie-Mara-Maruschkaka!
- Mein Bismarckland
- Mit Mercedes Benz voran
- Rosalinde
- Rosemarie (Rosemarie, ich lieb’ dich gar so sehr)
- Ruck Zuck
- Sieg Heil Viktoria
- Stuka über Afrika
- Tschingta Tschingta Bummtara
- Unsere Flagge
- Veronika-Marie
- Waltraut ist ein schönes Mädchen
- Wenn die Sonne scheint, Annemarie (Die Landpartie)
- Lieder. In: Singende Kameraden, Heft 1, Berlin 1939.